# Komalapuram
Komalapuram is een census town in het district Alappuzha van de Indiase staat Kerala. 

## Demografie
Volgens de Indiase volkstelling van 2001 wonen er 43281 mensen in Komalapuram, waarvan 49% mannelijk en 51% vrouwelijk is. De plaats heeft een alfabetiseringsgraad van 84%. 